# Cantó de Bressuire
El cantó de Bressuire és un cantó francès del departament de Deux-Sèvres, situat al districte de Bressuire. Té 4 municipis i el cap és Bressuire.

## Municipis
- Boismé
- Bressuire
- Chiché
- Faye-l'Abbesse

## Història
| Data d'elecció                           | Identitat          | Partit                                  | Qualitat |
| ---------------------------------------- | ------------------ | --------------------------------------- | -------- |
| 1951-1970                                | M. Rambault        | MRP, després CD                         |          |
| 1970-1994                                | Albert Brochard    | sense etiqueta, després CD, després UDF |          |
| 1994-2001                                | Jean-Marc Chevrier | Divers droite                           |          |
| 2001-                                    | Henri Papin        | Divers droite                           |          |
| les dades anteriors no són pas conegudes |                    |                                         |          |
|                                          |                    |                                         |          |

## Demografia
| A partir de 1990: Població sense dobles comptes |